# Cyrille Adoula
Cyrille Adoula, född 13 september 1921, död 24 maj 1978, var en Kinshasa-kongolesisk politiker.
Tillsammans med Patrice Lumumba bildade han 1958 det första politiska partiet i Belgiska Kongo, Mouvement National de Congo, men bröt med Lumumba 1959. Adoula blev hösten 1960 inrikes- och försvarsminister, var 1961-1964 premiärminister, och därefter ambassadör i Bryssel och Washington, D.C. Han var utrikesminister mellan 1969 och 1970.